# 8 Noyabr (Metro de Bakú)
8 Noyabr es una estación del Metro de Bakú. Se inauguró el 29 de mayo de 2021.
La estación fue nombrada para conmemorar el Día de la Victoria de Azerbaiyán en honor a la Segunda guerra del Karabaj.
La construcción de la estación de metro comenzó en 2012. Durante los siguientes cuatro años, se colocaron túneles desde la estación de metro Memar Əcəmi-2. Después de la apertura de las dos primeras estaciones de la línea morada (Memar Əcəmi-2 y Avtovağzal), el Metro de Bakú anunció que la tercera estación de metro abriría en 2018.
Se planeó abrir la estación de metro en 2018, pero el trabajo no se completó y la apertura se pospuso para 2019. El vicepresidente del Metro de Bakú afirmó que hubo un retraso debido a problemas geológicos. Se anunció una nueva fecha de apertura de 2020, pero las obras tampoco se completaron a tiempo.
El 8 de diciembre de 2020, por orden del Presidente de Azerbaiyán, Ilham Aliyev, la estación recibió el nombre de "8 de noviembre", en honor a la victoria en la Segunda guerra del Karabaj.
El presidente Aliyev inauguró la estación de metro el 29 de mayo de 2021.